# Рослинність Львівської області
Рослинність Львівської області або флора Львівської області — сукупність рослинних угрупувань краю.

## Формування сучасного рослинного покриву
Історію формування рослинного покриву Львівської області можна поділити на три основні етапи:
- Льодовиковий період (90–10 тис. років тому) — в цей період клімат був холодним та сухим, в основному панували степові та лісостепові ландшафти, основна рослинність складалася з трав (злакові, лободові, айстрові) і чагарників (береза карликова, вільха зелена, дріада восьмипелюсткова). Ліси займали незначні площі, але під час потеплінь їх кількість збільшувалась, в основному це були хвойні ліси, які складалися з сосни звичайної, сосни кедрової, модрини й ялівцю.
- Голоцен (останні 10 тис. років) — зі значним потеплінням і відступом льодовиків деревна рослинність стала домінуючою. Відбулися зміни у складі лісів: зникли арктичні й альпійські рослини, натомість поширилися бореальні й широколистяні дерева (дуб, липа, клен, ясен тощо). Під час голоцену широколистяні ліси досягли піку розвитку, на наприкінці цього періоду з'явилися вологолюбні дерева: граб, бук, ялиця.
- Антропогенний вплив (з 7 тис. років тому) — з приходом неолітичних племен почалося активне втручання людини, що використовувала підсічно-вогневе землеробство. Це спричинило значне знеліснення територій, особливо на північ від Карпат, і створення умов для поширення землеробства.

## Геоботанічний поділ

### Волинська височина

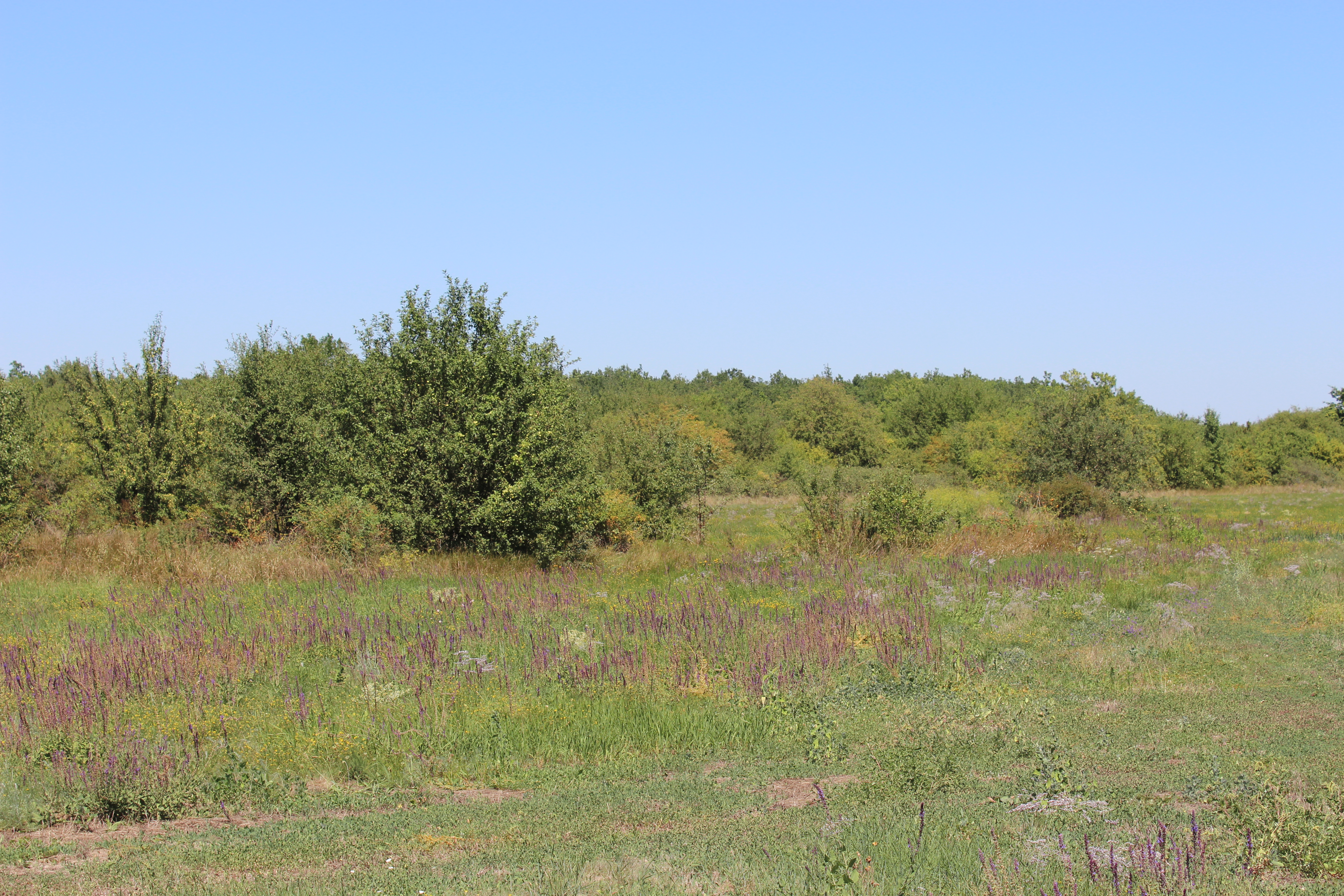
Природа Волинської височини в околицях Соснівки

Флора Волинської височини охоплює понад 1400 видів судинних рослин, переважно покритонасінних. Домінують рослини з родин айстрових, злакових і бобових, що характерно для регіонів Голарктичного царства. Третина видів належить до синантропної (людиноутвореної) флори, що свідчить про значну трансформацію рослинного покриву. Ліси займають лише 10 % площі й представлені дубово-сосновими, грабово-дубовими та дубовими угрупованнями з домішками інших широколистяних дерев. Луки та болота займають відповідно 3 % і 2 % території. Окремо можна згадати про рослинний покрив вугільних териконів, яких є чимало в межах Сокальського пасма, тут зростають як висаджені (робінія, акація, дуб північний), так і спонтанно поширені види (береза, сосна, осика, верба). Серед флори — 132 рідкісних і зникаючих види, з яких 75 перебувають під охороною.

### Мале Полісся
Рослинний покрив Малого Полісся вирізняється багатством і специфікою, що обумовлено його розташуванням між Українським Поліссям і Правобережним Лісостепом. Незважаючи на значну частку агроландшафтів, природні лісові масиви простягаються вздовж річок Західний Буг, Солокія та Рата, утворюючи цінні екосистеми. Слід зазначити, що льодовикові процеси в минулому сприяли формуванню піщаних відкладів та утворенню заболочених територій. Хоча частину боліт осушили, природні умови залишаються несприятливими для широколистяних лісів. Ліси регіону мають переважно бореальний або перехідний характер. В основному тут домінують соснові ліси, в яких основним видом є сосна звичайна. У супутньому складі зустрічаються дуб звичайний, граб, ліщина, горобина та ожина. Трав'яний ярус багатий на різноманітні види, зокрема щитники, яглицю, осоку лісову, копитняк європейський. Рідше зустрічаються грабово-дубові, чорновільхові ліси та угруповання з ялиною, ялицею і буком. Мале Полісся є важливим осередком заболочених територій Львівщини. Болота розташовані переважно в долинах річок, а їхній рослинний покрив представлений осоковими, очеретяними та іншими рідкісними угрупованнями, такими як сальвінія плавуча, латаття сніжно-біле, осока Госта. На оліготрофних болотах збереглися рідкісні види, як-от верба розмаринолиста, росичка круглолиста, меч-трава болотна. Крім того, флора Малого Полісся включає бореальні, атлантичні, гірські та понтичні види, що свідчить про значне флористичне різноманіття.

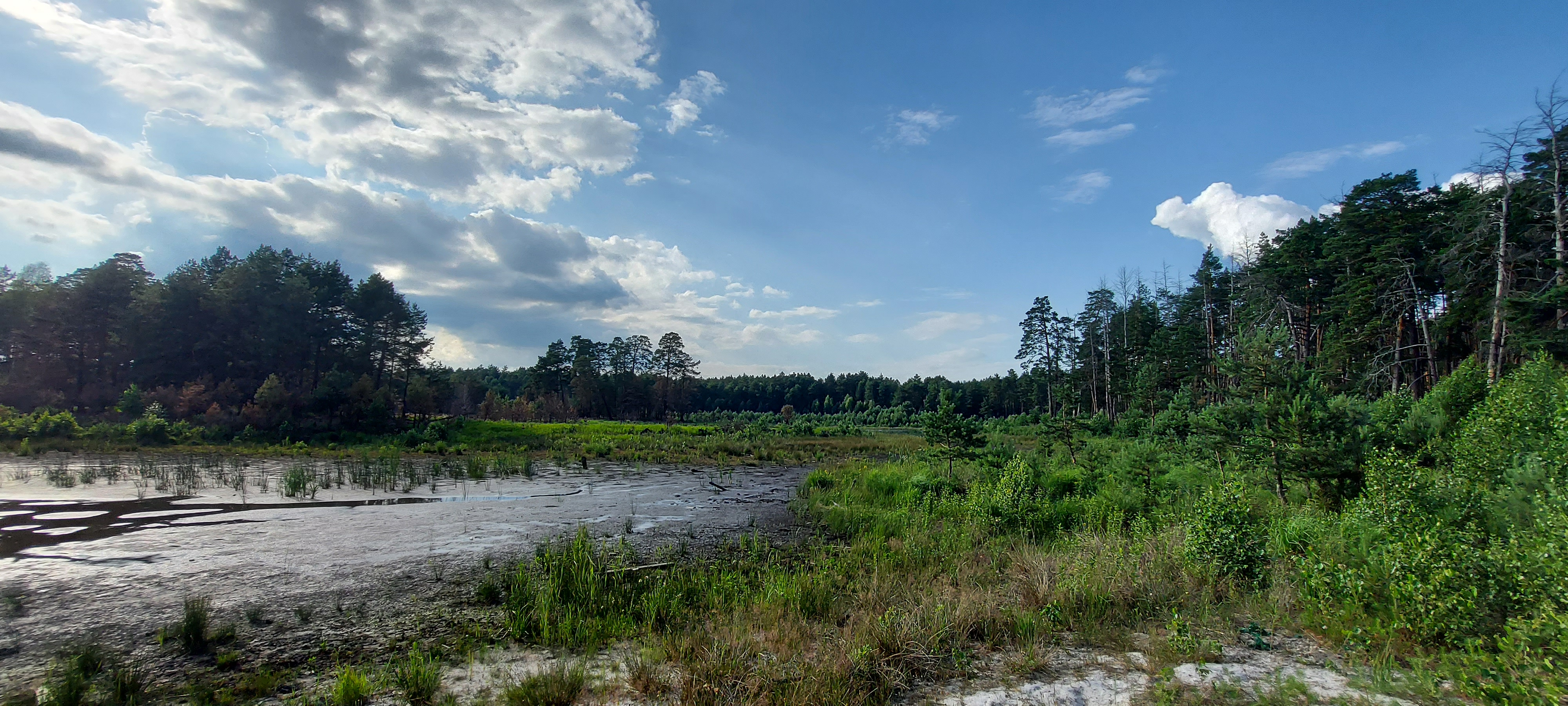
Мале Полісся

### Подільська височина
Ліси на Подільській височині займають близько 25 % території, найпоширеніші з яких дубово-грабові, дубові та букові. Букові ліси регіону за складом нагадують карпатські, проте не містять темнохвойних видів, таких як ялина чи ялиця. В трав'яному покриві є апозерис смердючий, арум Бессера, зубниці бульбиста і залозиста, ожика лісова, купина волосиста, живокіст серцевидний. Подільська височина розташована на межі Центральноєвропейської та Східноєвропейської флористичних провінцій, що сприяє великій кількості видів, включаючи реліктові. У рослинному покриві присутні центральноєвропейські, понтично-панонські та ксерофітні євразійські види, а також релікти різних геологічних епох, яких немає в інших частинах Львівщини. Території з вапняковими та крейдяними відкладеннями мають слабку водоутримувальну здатність ґрунтів. Південні схили природно безлісі, їхні сухі умови сприяють розвитку степових, лучно-степових та петрофітних угруповань. Вони характерні для субатлантичного клімату й зберігають рідкісні види трав'яного покриву.

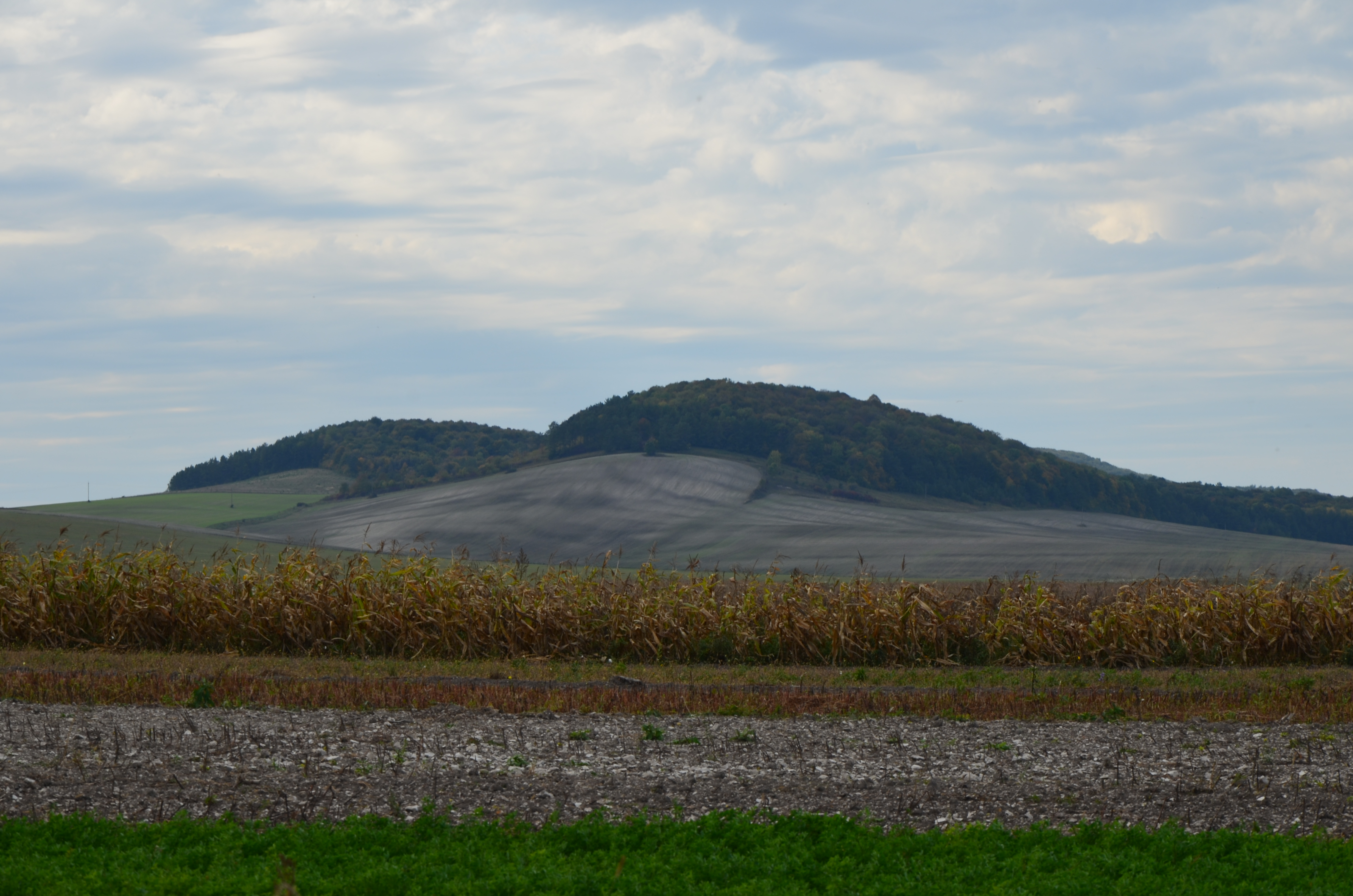
Гора Сторожина (Подільська височина)

### Розточчя
Панівний тип рослинного покриву — лісовий, із переважанням асоціацій листяних лісів. Значні площі вкриті широколистяними лісами класу Querco-Fagetea, у яких домінує бук лісовий. Серед інших рослинних угруповань поширені дубово-соснові ліси, ацидофільні діброви, а також гігрофільні й болотні ценози, що представлені вологолюбними видами. Тут зустрічаються типові бореальні, неморальні та атлантичні види, а також рідкісні монтанні (гірські) рослини. Рослинність регіону має спільні риси з Карпатами, Поліссям і Поділлям. Наприклад, букові ліси нагадують карпатські, болота подібні до поліських, а степові угруповання — до подільських. На вологих торфових ґрунтах формуються вільхові ліси, а у віддалених місцях збереглися рештки грабово-дубових угруповань. Болотна рослинність є рідкісною і переважно приурочена до заплав. Трав'яні ценози зустрічаються на пісках, луках і зрубах та представлені такими видами як горицвіт весняний, цибуля гірська, осот паннонський, змієголовник австрійський, жовтушник пахучий, підмаренник польський, чемериця чорна, рутвиця мала, рутвиця смердюча, горицвіт полум'яний, червець гачкуватий, шпергель п'ятитичинковий, жовтушник твердий, конюшина паннонська, заяча конюшина Шиверека, астрагал австрійський, шавлія зарослева, леопольдія чубкувата. Розточчя є важливим об'єктом охорони природи. На території природного заповідника «Розточчя», Яворівського національного природного парку та регіонального ландшафтного парку «Равське Розточчя» зберігаються унікальні лісові синтаксони. Серед них угруповання букових лісів із домінуванням барвінку малого та плюща звичайного, а також сосново-букові й грабово-дубові ліси, занесені до Зеленої книги України.

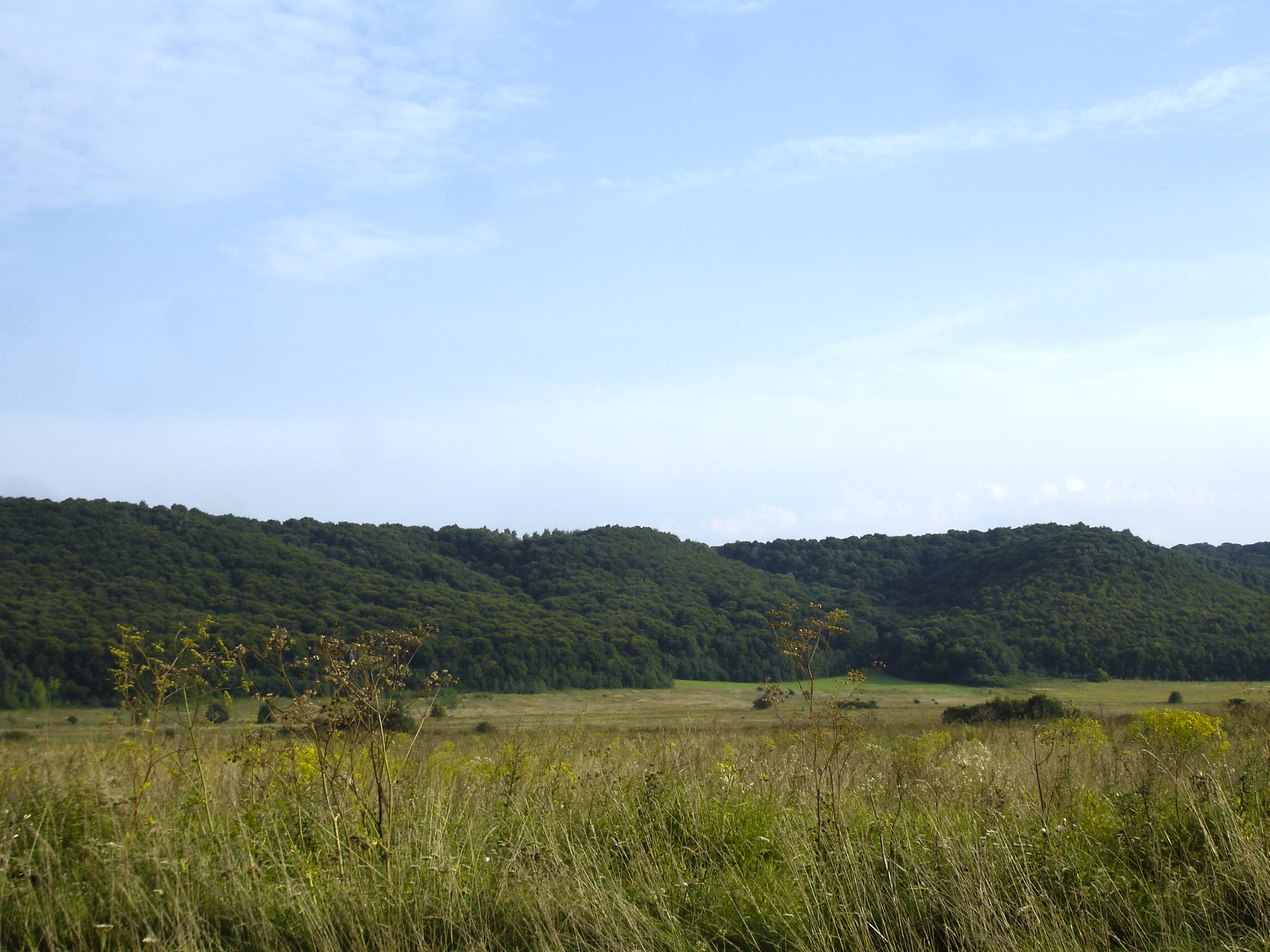
Природа Розточчя

### Прибескидське Передкарпаття
Передкарпаття у межах Львівської області характеризується різноманітністю геоморфологічних районів, які мають унікальні рельєфні та морфоструктурні особливості. Особливістю території є значна заболоченість, зокрема в заплавах Дністра на Верхньодністровській рівнині, яка включає історично відомі Великі Дністерські болота. Колись це була територія з непрохідними трясовинами, значна частина якої нині осушена для сільськогосподарського використання. Флора Передкарпаття нараховує понад 1500 видів, включаючи неморальні, бореальні та монтанні елементи. Унікальність регіону проявляється у збереженні рідкісних видів, характерних для Карпат або для заплавних лук, таких як рябчик шаховий, цицербіта альпійська, плаун колючий і косарики болотяні. До основних типів рослинності тут можна віднести:
- Ліси: Лісовий покрив Передкарпаття займає близько 10% території боліт і складається з вільшаників, грабово-дубових, ялицево-дубових та інших змішаних лісів. Тут зустрічаються монтанні (гірські) та бореальні (холодолюбні) види.
- Болота: Переважно еутрофні, представлені осоковими, тростиновими і вільховими угрупованнями. Штучне осушення змінило їхню структуру, трансформувавши частину території в сінокоси, пасовища та ріллю.

У Передкарпатті створено природоохоронні об’єкти місцевого значення, які охоплюють близько 5% площі, на них зростають такі рідкісні види як білоцвіт весняний, баранець звичайний, плаун колючий, косарики болотяні, цибуля ведмежа, пізньоцвіт осінній, зозульки травневі, зозульки плямисті, траунштейнера куляста.

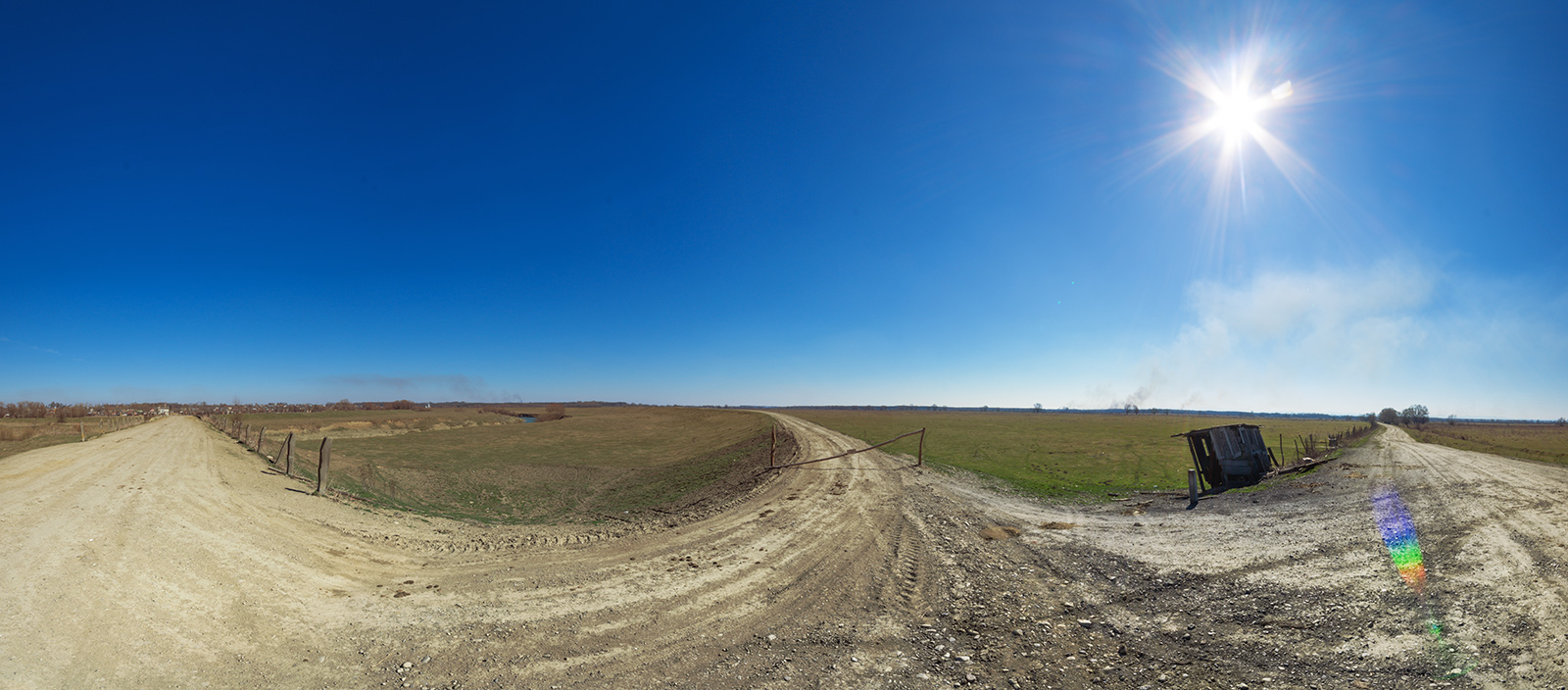
Природа в долині Дністра

### Бескиди
Значну площу Бескидів займають лісові ландшафти (близько 50% території). Ліси регіону різноманітні за складом і структурою, що зумовлено варіабельністю кліматичних умов, висотним поширенням рослинності та впливом природних і антропогенних чинників. Найпоширеніші мішані ліси (ялицево-смереково-букові), а також чисті букові, ялицеві та смерекові угруповання. Букові угрупування – вирізняються високим фітоценотичним різноманіттям. Окрім бука, тут поширені клен звичайний, явір, ліщина, а також багатий трав’яний покрив із такими видами, як яглиця звичайна, медунка темна, підмаренник запашний, проліска дволиста. Ялицеві угрупування утворюють флористично багаті евтрофні угруповання та бідніші оліготрофні. Ялиця зазвичай змішується з буком та іншими видами. Смерекові угрупування виникають як природні ценози у високогір’ї  де відсутність бука та ялиці у складі деревостанів зумовлена несприятливими термічними чинниками та через антропогенну культивацію на нижніх схилах, де конкурентна здатність ялиці та бука знижена внаслідок несприятливих ґрунтових чинників. Флора у таких угрупуваннях бідніша, і складається головно з видів, які належать до групи екстремальних і помірних ацидофілів, екстремальних оліготрофів, олігомезотрофів. У долинах річок збереглися післялісові луки, які відзначаються значним флористичним різноманіттям. Також поширені заболочені території, представлені різними типами лук і боліт. Оліготрофні сфагново-пухівкові болота є місцем проживання рідкісних видів, таких як зозулинець болотний, росичка круглолиста, журавлина болотна.

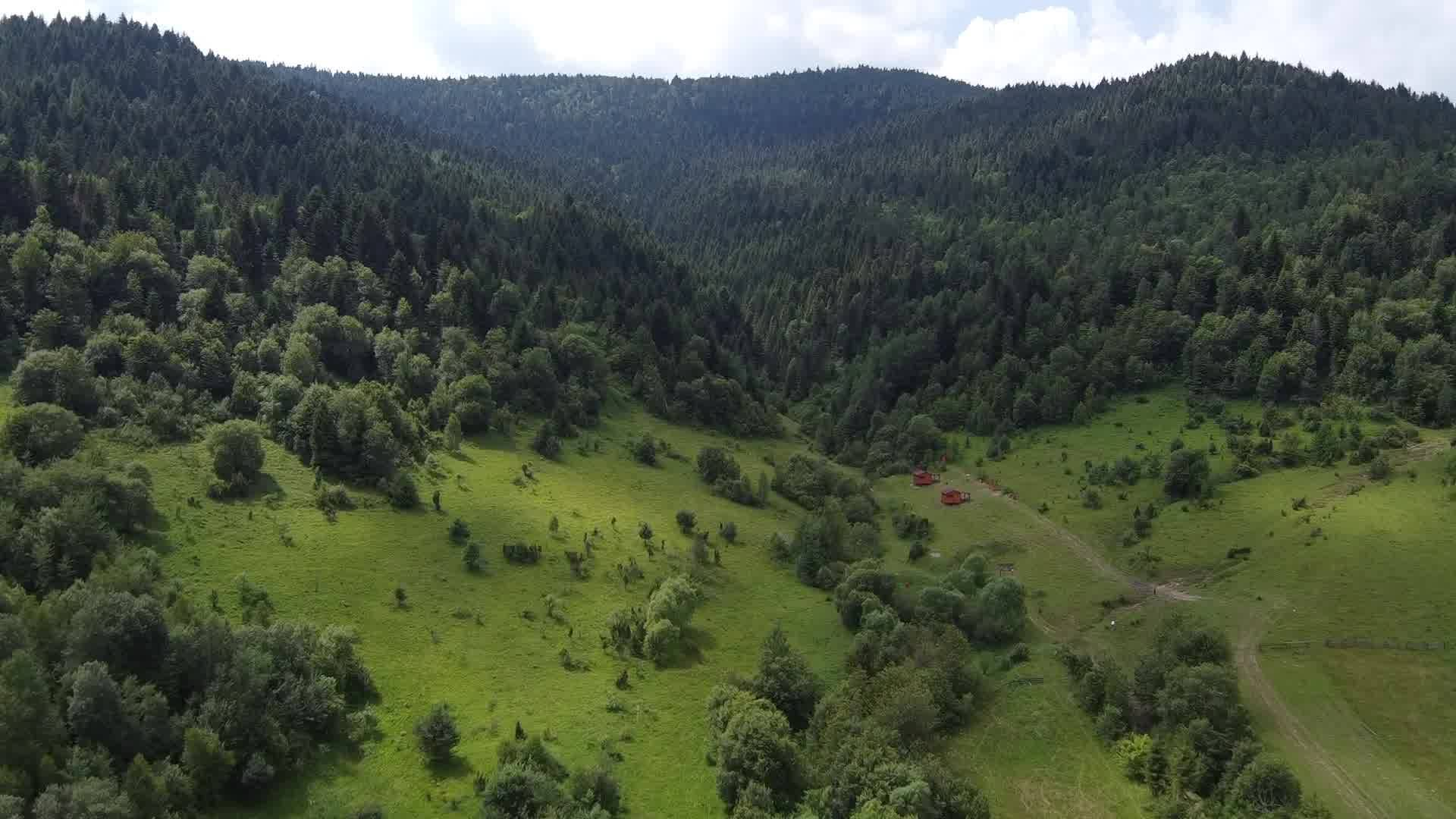
Природа Бескидів

## Види занесені до Червоної книги
Основна стаття: Рослини Львівської області, занесені до Червоної книги України
До списку входить 176 видів рослин, з них:
- Судинних рослин — 142;
- Мохоподібних — 9;
- Водоростей — 4;
- Лишайників — 8;
- Грибів — 13.

Серед них за природоохоронним статусом:
- Вразливих — 80;
- Рідкісних — 42;
- Недостатньо відомих  — 0;
- Неоцінених — 25;
- Зникаючих — 28;
- Зниклих у природі — 0;
- Зниклих — 1.